# Пляжное самбо на Пляжных Азиатских играх 2014
Соревнования по пляжному самбо на Азиатских пляжных играх 2014 года проходили в Пхукете (Таиланд) 12 — 13 ноября 2014 года на пляже Карон. В соревнованиях приняли участие 56 спортсменов из 15 стран. И мужские, и женские соревнования проходили в трёх весовых категориях. Каждая схватка продолжалась три минуты. Также прошли соревнования среди смешанных команд.

## Медалисты

### Мужчины
| Весовая категория | Золото                            | Серебро                    | Бронза                                                      |
| ----------------- | --------------------------------- | -------------------------- | ----------------------------------------------------------- |
| до 68 кг          | Давадоржийн Тумурхулэг · Монголия | Артур Те · Кыргызстан      | Юн Минсук · Республика Корея Багдат Жарылгассов · Казахстан |
| до 82 кг          | Гани Тювшинжаргал · Монголия      | Ержан Кабделов · Казахстан | Тежен Теженов · Туркменистан Юсеф Каримян · Иран            |
| до 100 кг         | Чой Чеон · Республика Корея       | Ехсан Каримян · Иран       | Эльдор Гулямов · Узбекистан Алаа Исса · Ирак                |

### Женщины
| Весовая категория | Золото                               | Серебро                        | Бронза                                                  |
| ----------------- | ------------------------------------ | ------------------------------ | ------------------------------------------------------- |
| до 52 кг          | Гулбабам Бабамуратова · Туркменистан | Лейла Конуспаева · Казахстан   | Бхагавати Маджхи · Непал Шахло Юлдашева · Узбекистан    |
| до 64 кг          | Баттургс Тумен-До · Монголия         | Карен Хаммаз · Ливан           | Надя Ассаф · Сирия Шохиста Сафарова · Узбекистан        |
| до 72 кг          | Батаа Саинбуян · Монголия            | Насиба Суркиева · Туркменистан | Супаттра Нанонг · Таиланд Виктория Оздаева · Узбекистан |

### Командное первенство
| Весовая категория | Золото    | Серебро      | Бронза              |
| ----------------- | --------- | ------------ | ------------------- |
| Команды           | Казахстан | Туркменистан | Монголия Узбекистан |